# Золотовский район
Золотовский райо́н - административно-территориальная единица в Саратовской области, существовавшая в 1941-1960 годах. Административный центр — с. Золотое.

## История
Район образован 7 сентября 1941 года из Золотовского кантона ликвидированной АССР немцев Поволжья в составе Саратовской области.
19 мая 1960 года район был упразднён, его территория вошла в состав Красноармейского района.